# Epierus invidus
Epierus invidus är en skalbaggsart som beskrevs av Sylvain Auguste de Marseul 1861. Epierus invidus ingår i släktet Epierus och familjen stumpbaggar. Inga underarter finns listade i Catalogue of Life.